# Вулиця Космонавтів (Чернігів)
Вулиця Космонавтів — вулиця міста Чернігова на території Бобровицького житлового масиву. Закладена в 70-х. роках ХХ ст. та названа на честь космонавтів, що здобули освіту у Чернігівському вищому військовому авіаційному училищі льотчиків.
Сполучає вулицю Доценка  з Вулицею Генерала Бєлова.

## Географія та забудова
Починається на повороті вулиці Доценка та сполучає останню з вулицею Генерала Бєлова, що йде паралельно, і, таким чином, розділяє собою місцевість на умовні квартали під назвою 6-й (між вулицями Пухова та Космонавтів) та 7-й (між вулицями 1 Травня та Космонавтів) мікрорайон. Протяжність вулиці - 0,49 км.
Вулицю було закладено на початку 70-х. рр. ХХ ст. та забудовано 5-9 поверховими панельними житловими будинками. Характерною особливістю вулиці є забудова видовженими 5-поверховими будівлями на 6 та більше під'їздів з'єднаних та між собою, іноді до "стрічки" п'ятиповерхівок приєднються 9-поверхові будівлі, та нежитлові споруди. Проїзд між будівлями виконано за допомогою арок підтриманих пілонами з білої силікатної цегли. Такими є "стрічка" з п'ятиповерхових будинків з номерами 1а, 1 та 3 до яких приєднано 9-поверховий будинок №3а та нежитлову одноповерхову споруду за №3б (приблизна загальна протяжність будівель - 384 м.) , а також "стрічка" з п'ятиповерхових будівель № 2, 4, 4а, 6, 8.
Восени 2020 р. на перехресті вулиць Космонавтів та Доценка облаштували кругове перехрестя з трьома острівками безпеки за переходах на що з міського бюджету було витрачено 14 мільйонів гривень , роботи виконувала підрядна організація "ШБУ-14".
Протягом 2021р. було реконструйовано дорожне покриття вулиці, а також вздовж проїзджої частини асфальтові пішохідні зони було переоблаштовано бруківкою. Додано велодоріжки з обох сторін та пішохідний перехід посередині вулиці.

#### Установи та організації
З кінця 80-х рр. ХХ ст. у будівлі за адресою вул.Космонавтів 9 знаходилось кафе "Молодіжне", пізніше перейменоване у "Янтар". З 2018р. на цьому місті відкрито продуктовий магазин "Молодіжний", який припинив своє існування восени 2021 р., ймовірно через конкуренцію з місцевими супермаркетами.
З 1990 р. на спільній з комунальним підприємством ЖЕК-10 території за адресою вул.Космонавтів 14а  існували художньо-бутафорські майстерні Чернігівського обласного молодіжного театру (у 1990-ті рр. — Чернігівський театр для дітей та молоді). Протягом другого десятиліття ХХІ ст. майстерні були значно скорочені і приведені у занедбаний стан. З  середини 1990-х рр. і донині територія є предметом суперечок між комунальним господарством міста та Молодіжним театром.
На початку ХХІ ст. на перетині вулиць Космонавтів та Доценка відкрито продуктовий магазин "Седам" за адресою вул.Космонавтів 2-а.